# Liparis adiastolus
Espèce
Liparis adiastolus est une espèce de poissons téléostéens (Teleostei) de la famille des Liparidae (limaces de mer).